# Liste der Fahnenträger der Olympischen Sommerspiele 2020
Die Liste der Fahnenträger der Olympischen Spiele 2020 in Tokio führt die Fahnenträger sowohl der Eröffnungsfeier am 23. Juli 2021 als auch der Schlussfeier am 8. August 2021 auf.
Beim Einmarsch der Nationen zogen Athleten aller teilnehmenden Länder ins Olympiastadion von Tokio ein. Bei der Eröffnungsfeier wurden die einzelnen Teams von einem oder zwei Fahnenträgern aus den Reihen ihrer Sportler oder Offiziellen angeführt. Die Neuheit von zwei Fahnenträgern entschied das Internationale Olympische Komitee im März 2020. Eine Frau und ein Mann konnten somit gemeinsam die Nationalfahne ins Stadion tragen. Die Fahnenträger wurden entweder von ihrem jeweiligen Nationalen Olympischen Komitee (NOK) oder von den Athleten selbst bestimmt. Bei der Schlussfeier gingen die Fahnenträger separat vor allen anderen Athleten, die ein gemeinsames Feld bildeten, ohne zwischen den Nationalitäten zu unterscheiden. Aufgrund der COVID-19-Pandemie durften die Athleten erst sechs Tage vor ihren Wettkämpfen in das olympische Dorf einziehen, wodurch Sportler, die erst in der zweiten Wettkampfwoche antraten, für den Einmarsch nicht in Frage kamen. Für Fahnenträger galten jedoch Ausnahmen.

## Musik
Zur musikalischen Untermalung der Parade bei der Eröffnungsfeier wurden diverse aus Japan stammende Videospiel-Soundtracks verwendet. Diese Auswahl beinhaltete Stücke aus Square Enix’ Dragon Quest, Final Fantasy, SaGa, Nier, Chrono Trigger und Kingdom Hearts, Bandai Namcos Tales-Serie, Soul Calibur und Ace Combat, Capcoms Monster Hunter, Konamis Pro Evolution Soccer und Gradius und Sega Sammys Sonic the Hedgehog, sowie Beethovens Ode an die Freude (verwendet als Europahymne und Hymne der NATO) aus Sega Sammys Arcade-Rhythmusspiel Chunithm, das den sechsten Jahrestag seiner Veröffentlichung feierte.

## Reihenfolge
Der griechischen Mannschaft wurde traditionell der Platz an vorderster Stelle gewährt, ein Sonderstatus, der aus der Ausrichtung der antiken und ersten Spiele der Moderne in Griechenland herrührt. Als Gastgebernation lief die japanische Delegation zuletzt ein. Vor Japan liefen erstmals die Nationen ein, die als nächstes Gastgeber der Olympischen Sommerspiele sein werden. In diesem Fall Frankreich (Gastgeber mit Paris bei den Spielen 2024) und die Vereinigten Staaten (Gastgeber mit Los Angeles bei den Spielen 2028). Das Flüchtlingsteam, welches bei den Spielen 2016 in Rio de Janeiro noch als vorletzte Mannschaft das Stadion betrat, marschierte in Tokio an zweiter Stelle direkt hinter Griechenland ein. Die anderen Länder betraten das Stadion in alphabetischer Reihenfolge in der Sprache der Gastgebernation, in diesem Fall also Japanisch. Diese Reihenfolge entspricht sowohl der Tradition als auch den Statuten des Internationalen Olympischen Komitees (IOK).

## Liste der Fahnenträger
Nachfolgend führt eine Liste die Fahnenträger der Eröffnungs- und Schlussfeier aller teilnehmenden Nationen auf, sortiert nach der Abfolge ihres Einmarsches. Die Liste ist zudem sortierbar nach ihrem Staatsnamen, nach Ländercodes, nach Anzahl der Athleten, nach dem Nachnamen des Fahnenträgers und dessen Sportart.
| Abfolge | Nationalmannschaft                 | Kürzel | Athleten | Eröffnungsfeier              | Eröffnungsfeier | Schlussfeier             | Schlussfeier               |
| Abfolge | Nationalmannschaft                 | Kürzel | Athleten | Fahnenträger                 | Sportart        | Fahnenträger             | Sportart                   |
| ------- | ---------------------------------- | ------ | -------- | ---------------------------- | --------------- | ------------------------ | -------------------------- |
| 1       | Griechenland                       | GRE    | 83       | Anna Korakaki                | Schießen        | Ioannis Fountoulis       | Wasserball                 |
| 1       | Griechenland                       | GRE    | 83       | Eleftherios Petrounias       | Turnen          | Ioannis Fountoulis       | Wasserball                 |
| 2       | Refugee Olympic Team               | EOR    | 29       | Tachlowini Gabriyesos        | Leichtathletik  | Hamoon Derafshipour      | Karate                     |
| 2       | Refugee Olympic Team               | EOR    | 29       | Yusra Mardini                | Schwimmen       | Hamoon Derafshipour      | Karate                     |
| 3       | Island                             | ISL    | 4        | Snæfríður Sól Jórunnardóttir | Schwimmen       | Volunteer                | Volunteer                  |
| 3       | Island                             | ISL    | 4        | Anton Sveinn McKee           | Schwimmen       | Volunteer                | Volunteer                  |
| 4       | Irland                             | IRL    | 116      | Kellie Harrington            | Boxen           | Natalya Coyle            | Moderner Fünfkampf         |
| 4       | Irland                             | IRL    | 116      | Brendan Irvine               | Boxen           | Natalya Coyle            | Moderner Fünfkampf         |
| 5       | Aserbaidschan                      | AZE    | 44       | Fəridə Əzizova               | Taekwondo       | Haliyev Haji             | Ringen                     |
| 5       | Aserbaidschan                      | AZE    | 44       | Rüstəm Orucov                | Judo            | Haliyev Haji             | Ringen                     |
| 6       | Afghanistan                        | AFG    | 5        | Kimia Yousofi                | Leichtathletik  | Volunteer                | Volunteer                  |
| 6       | Afghanistan                        | AFG    | 5        | Farzad Mansouri              | Taekwondo       | Volunteer                | Volunteer                  |
| 7       | Vereinigte Arabische Emirate       | UAE    | 5        | Yousuf al-Matrooshi          | Schwimmen       | Volunteer                | Volunteer                  |
| 8       | Algerien                           | ALG    | 41       | Amel Melih                   | Schwimmen       | Imane Khelif             | Boxen                      |
| 8       | Algerien                           | ALG    | 41       | Mohamed Flissi               | Boxen           | Imane Khelif             | Boxen                      |
| 9       | Argentinien                        | ARG    | 174      | Cecilia Carranza Saroli      | Segeln          | Pedro Ibarra             | Hockey                     |
| 9       | Argentinien                        | ARG    | 174      | Santiago Lange               | Segeln          | Pedro Ibarra             | Hockey                     |
| 10      | Aruba                              | ARU    | 3        | Allyson Ponson               | Schwimmen       | Volunteer                | Volunteer                  |
| 10      | Aruba                              | ARU    | 3        | Mikel Schreuders             | Schwimmen       | Volunteer                | Volunteer                  |
| 11      | Albanien                           | ALB    | 9        | Luiza Gega                   | Leichtathletik  | Volunteer                | Volunteer                  |
| 11      | Albanien                           | ALB    | 9        | Briken Calja                 | Gewichtheben    | Volunteer                | Volunteer                  |
| 12      | Armenien                           | ARM    | 17       | Warsenik Manutscharjan       | Schwimmen       | Howhannes Batschkow      | Boxen                      |
| 12      | Armenien                           | ARM    | 17       | Howhannes Batschkow          | Boxen           | Howhannes Batschkow      | Boxen                      |
| 13      | Angola                             | ANG    | 20       | Natália Bernardo             | Handball        | Volunteer                | Volunteer                  |
| 13      | Angola                             | ANG    | 20       | Matias Montinho              | Segeln          | Volunteer                | Volunteer                  |
| 14      | Antigua und Barbuda                | ANT    | 6        | Samantha Roberts             | Schwimmen       | Cejhae Greene            | Leichtathletik             |
| 14      | Antigua und Barbuda                | ANT    | 6        | Cejhae Greene                | Leichtathletik  | Cejhae Greene            | Leichtathletik             |
| 15      | Andorra                            | AND    | 2        | Mònica Dòria                 | Kanu            | Pol Moya                 | Leichtathletik             |
| 15      | Andorra                            | AND    | 2        | Pol Moya                     | Leichtathletik  | Pol Moya                 | Leichtathletik             |
| 16      | Jemen                              | YEM    | 5        | Yasameen al-Raimi            | Schießen        | Volunteer                | Volunteer                  |
| 16      | Jemen                              | YEM    | 5        | Ahmed Ayash                  | Judo            | Volunteer                | Volunteer                  |
| 17      | Israel                             | ISR    | 90       | Hanna Minenko                | Leichtathletik  | Linoy Ashram             | Rhythmische Sportgymnastik |
| 17      | Israel                             | ISR    | 90       | Yakov Toumarkin              | Schwimmen       | Linoy Ashram             | Rhythmische Sportgymnastik |
| 18      | Italien                            | ITA    | 372      | Jessica Rossi                | Schießen        | Lamont Marcell Jacobs    | Leichtathletik             |
| 18      | Italien                            | ITA    | 372      | Elia Viviani                 | Radsport        | Lamont Marcell Jacobs    | Leichtathletik             |
| 19      | Irak                               | IRQ    | 4        | Fatimah al-Kaabi             | Schießen        | Volunteer                | Volunteer                  |
| 19      | Irak                               | IRQ    | 4        | Mohammed al-Khafaji          | Rudern          | Volunteer                | Volunteer                  |
| 20      | Iran                               | IRI    | 65       | Hanieh Rostamian             | Schießen        | Amir Hossein Zare        | Ringen                     |
| 20      | Iran                               | IRI    | 65       | Samad Nikkhah Bahrami        | Basketball      | Amir Hossein Zare        | Ringen                     |
| 21      | Indien                             | IND    | 122      | Mary Kom                     | Boxen           | Bajrang Punia            | Ringen                     |
| 21      | Indien                             | IND    | 122      | Manpreet Singh               | Hockey          | Bajrang Punia            | Ringen                     |
| 22      | Indonesien                         | INA    | 28       | Nurul Akmal                  | Gewichtheben    | Volunteer                | Volunteer                  |
| 22      | Indonesien                         | INA    | 28       | Rio Waida                    | Surfen          | Volunteer                | Volunteer                  |
| 23      | Uganda                             | UGA    | 25       | Kirabo Namutebi              | Schwimmen       | Peruth Chemutai          | Leichtathletik             |
| 23      | Uganda                             | UGA    | 25       | Shadiri Bwogi                | Boxen           | Peruth Chemutai          | Leichtathletik             |
| 24      | Ukraine                            | UKR    | 155      | Olena Kostewytsch            | Schießen        | Ljudmyla Lusan           | Kanu                       |
| 24      | Ukraine                            | UKR    | 155      | Bohdan Nikischyn             | Fechten         | Ljudmyla Lusan           | Kanu                       |
| 25      | Usbekistan                         | UZB    | 64       | Nigora Tursunqulova          | Taekwondo       | Akbar Joʻrayev           | Gewichtheben               |
| 25      | Usbekistan                         | UZB    | 64       | Bahodir Jalolov              | Boxen           | Akbar Joʻrayev           | Gewichtheben               |
| 26      | Uruguay                            | URU    | 11       | Déborah Rodríguez            | Leichtathletik  | María Pía Fernández      | Leichtathletik             |
| 26      | Uruguay                            | URU    | 11       | Bruno Cetraro                | Rudern          | María Pía Fernández      | Leichtathletik             |
| 27      | Großbritannien                     | GBR    | 376      | Hannah Mills                 | Segeln          | Laura Kenny              | Radsport                   |
| 27      | Großbritannien                     | GBR    | 376      | Mohamed Sbihi                | Rudern          | Laura Kenny              | Radsport                   |
| 28      | Britische Jungferninseln           | IVB    | 3        | Elinah Phillip               | Schwimmen       | Volunteer                | Volunteer                  |
| 28      | Britische Jungferninseln           | IVB    | 3        | Kyron McMaster               | Leichtathletik  | Volunteer                | Volunteer                  |
| 29      | Ecuador                            | ECU    | 48       | Alexandra Escobar            | Gewichtheben    | Glenda Morejón           | Leichtathletik             |
| 29      | Ecuador                            | ECU    | 48       | Julio Castillo               | Boxen           | Glenda Morejón           | Leichtathletik             |
| 30      | Ägypten                            | EGY    | 132      | Hedaya Malak                 | Taekwondo       | Giana Farouk             | Karate                     |
| 30      | Ägypten                            | EGY    | 132      | Alaaeldin Abouelkassem       | Fechten         | Giana Farouk             | Karate                     |
| 31      | Estland                            | EST    | 33       | Dina Ellermann               | Reiten          | Maicel Uibo              | Leichtathletik             |
| 31      | Estland                            | EST    | 33       | Tõnu Endrekson               | Rudern          | Maicel Uibo              | Leichtathletik             |
| 32      | Eswatini                           | SWZ    | 4        | Robyn Young                  | Schwimmen       | Sibusiso Matsenjwa       | Leichtathletik             |
| 32      | Eswatini                           | SWZ    | 4        | Thabiso Selby Dlamini        | Boxen           | Sibusiso Matsenjwa       | Leichtathletik             |
| 33      | Äthiopien                          | ETH    | 38       | Abdelmalik Muktar            | Schwimmen       | Selemon Barega           | Leichtathletik             |
| 34      | Eritrea                            | ERI    | 13       | Nazret Weldu                 | Leichtathletik  | Nazret Weldu             | Leichtathletik             |
| 34      | Eritrea                            | ERI    | 13       | Ghirmai Efrem                | Schwimmen       | Nazret Weldu             | Leichtathletik             |
| 35      | El Salvador                        | ESA    | 5        | Celina Márquez               | Schwimmen       | Yamileth Solorzano       | Boxen                      |
| 35      | El Salvador                        | ESA    | 5        | Enrique Arathoon             | Segeln          | Yamileth Solorzano       | Boxen                      |
| 36      | Australien                         | AUS    | 477      | Cate Campbell                | Schwimmen       | Mathew Belcher           | Segeln                     |
| 36      | Australien                         | AUS    | 477      | Patty Mills                  | Basketball      | Mathew Belcher           | Segeln                     |
| 37      | Österreich                         | AUT    | 75       | Tanja Frank                  | Segeln          | Andreas Müller           | Radsport                   |
| 37      | Österreich                         | AUT    | 75       | Thomas Zajac                 | Segeln          | Andreas Müller           | Radsport                   |
| 38      | Oman                               | OMA    | 5        | Issa al-Adawi                | Schwimmen       | Volunteer                | Volunteer                  |
| 39      | Niederlande                        | NED    | 278      | Keet Oldenbeuving            | Skateboard      | Sifan Hassan             | Leichtathletik             |
| 39      | Niederlande                        | NED    | 278      | Churandy Martina             | Leichtathletik  | Sifan Hassan             | Leichtathletik             |
| 40      | Ghana                              | GHA    | 14       | Nadia Eke                    | Leichtathletik  | Samuel Takyi             | Boxen                      |
| 40      | Ghana                              | GHA    | 14       | Sulemanu Tetteh              | Boxen           | Samuel Takyi             | Boxen                      |
| 41      | Kap Verde                          | CPV    | 6        | Jayla Pina                   | Schwimmen       | Daniel Varela de Pina    | Boxen                      |
| 41      | Kap Verde                          | CPV    | 6        | Jordin Andrade               | Leichtathletik  | Daniel Varela de Pina    | Boxen                      |
| 42      | Guyana                             | GUY    | 7        | Chelsea Edghill              | Tischtennis     | Emanuel Archibald        | Leichtathletik             |
| 42      | Guyana                             | GUY    | 7        | Andrew Fowler                | Schwimmen       | Emanuel Archibald        | Leichtathletik             |
| 43      | Kasachstan                         | KAZ    | 93       | Olga Rypakowa                | Leichtathletik  | Qamschybek Qongqabajew   | Boxen                      |
| 43      | Kasachstan                         | KAZ    | 93       | Qamschybek Qongqabajew       | Boxen           | Qamschybek Qongqabajew   | Boxen                      |
| 44      | Katar                              | QAT    | 16       | Tala Abujbara                | Rudern          | Volunteer                | Volunteer                  |
| 44      | Katar                              | QAT    | 16       | Mohammed al-Rumaihi          | Schießen        | Volunteer                | Volunteer                  |
| 45      | Kanada                             | CAN    | 381      | Miranda Ayim                 | Basketball      | Damian Warner            | Leichtathletik             |
| 45      | Kanada                             | CAN    | 381      | Nathan Hirayama              | Rugby           | Damian Warner            | Leichtathletik             |
| 46      | Gabun                              | GAB    | 5        | Aya Mpali                    | Schwimmen       | Volunteer                | Volunteer                  |
| 46      | Gabun                              | GAB    | 5        | Anthony Obame                | Taekwondo       | Volunteer                | Volunteer                  |
| 47      | Kamerun                            | CMR    | 12       | Joseph Essombe               | Ringen          | Volunteer                | Volunteer                  |
| 48      | Gambia                             | GAM    | 4        | Gina Bass                    | Leichtathletik  | Ebrima Camara            | Leichtathletik             |
| 48      | Gambia                             | GAM    | 4        | Ebrima Camara                | Leichtathletik  | Ebrima Camara            | Leichtathletik             |
| 49      | Kambodscha                         | CAM    | 3        | Bunpichmorakat Kheun         | Schwimmen       | Volunteer                | Volunteer                  |
| 49      | Kambodscha                         | CAM    | 3        | Pen Sokong                   | Leichtathletik  | Volunteer                | Volunteer                  |
| 50      | Nordmazedonien                     | MKD    | 8        | Arbresha Rexhepi             | Judo            | Magomedgadj Nurov        | Ringen                     |
| 50      | Nordmazedonien                     | MKD    | 8        | Dejan Georgievski            | Taekwondo       | Magomedgadj Nurov        | Ringen                     |
| 51      | Guinea                             | GIN    | 5        | Volunteer                    | Volunteer       | Fatoumata Yarie Camara   | Ringen                     |
| 52      | Guinea-Bissau                      | GBS    | 4        | Taciana Cesar                | Judo            | Augusto Midana           | Ringen                     |
| 53      | Zypern                             | CYP    | 15       | Andri Eleftheriou            | Schießen        | Volunteer                | Volunteer                  |
| 53      | Zypern                             | CYP    | 15       | Milan Traikovits             | Leichtathletik  | Volunteer                | Volunteer                  |
| 54      | Kuba                               | CUB    | 70       | Yaimé Pérez                  | Leichtathletik  | Zurian Hechavarría       | Leichtathletik             |
| 54      | Kuba                               | CUB    | 70       | Mijaín López                 | Ringen          | Zurian Hechavarría       | Leichtathletik             |
| 55      | Kiribati                           | KIR    | 3        | Kinaua Biribo                | Judo            | Ruben Katoatau           | Gewichtheben               |
| 55      | Kiribati                           | KIR    | 3        | Ruben Katoatau               | Gewichtheben    | Ruben Katoatau           | Gewichtheben               |
| 56      | Kirgisistan                        | KGZ    | 17       | Kanykei Kubanytschbekowa     | Schießen        | Ernazar Akmataliev       | Ringen                     |
| 56      | Kirgisistan                        | KGZ    | 17       | Denis Petrashov              | Schwimmen       | Ernazar Akmataliev       | Ringen                     |
| 57      | Guatemala                          | GUA    | 24       | Isabella Maegli              | Segeln          | Charles Fernández        | Moderner Fünfkampf         |
| 57      | Guatemala                          | GUA    | 24       | Juan Maegli                  | Segeln          | Charles Fernández        | Moderner Fünfkampf         |
| 58      | Guam                               | GUM    | 5        | Regine Tugade                | Leichtathletik  | Rckaela Aquino           | Ringen                     |
| 58      | Guam                               | GUM    | 5        | Joshter Andrew               | Judo            | Rckaela Aquino           | Ringen                     |
| 59      | Kuwait                             | KUW    | 10       | Lara Dashti                  | Schwimmen       | Volunteer                | Volunteer                  |
| 59      | Kuwait                             | KUW    | 10       | Talal al-Rashidi             | Schießen        | Volunteer                | Volunteer                  |
| 60      | Cookinseln                         | COK    | 6        | Kirsten Fisher-Marsters      | Schwimmen       | Volunteer                | Volunteer                  |
| 61      | Grenada                            | GRN    | 6        | Kimberly Ince                | Schwimmen       | Kirani James             | Leichtathletik             |
| 61      | Grenada                            | GRN    | 6        | Delron Felix                 | Schwimmen       | Kirani James             | Leichtathletik             |
| 62      | Kroatien                           | CRO    | 59       | Sandra Perković              | Leichtathletik  | Andro Buslje             | Wasserball                 |
| 62      | Kroatien                           | CRO    | 59       | Josip Glasnović              | Schießen        | Andro Buslje             | Wasserball                 |
| 63      | Cayman Islands                     | CAY    | 5        | Jillian Crooks               | Schwimmen       | Volunteer                | Volunteer                  |
| 63      | Cayman Islands                     | CAY    | 5        | Brett Fraser                 | Schwimmen       | Volunteer                | Volunteer                  |
| 64      | Kenia                              | KEN    | 85       | Mercy Moim                   | Volleyball      | Timothy Cheruiyot        | Leichtathletik             |
| 64      | Kenia                              | KEN    | 85       | Andrew Amonde                | Rugby           | Timothy Cheruiyot        | Leichtathletik             |
| 65      | Elfenbeinküste                     | CIV    | 31       | Marie-Josée Ta Lou           | Leichtathletik  | Marie-Josée Ta Lou       | Leichtathletik             |
| 65      | Elfenbeinküste                     | CIV    | 31       | Cheick Sallah Cissé          | Taekwondo       | Marie-Josée Ta Lou       | Leichtathletik             |
| 66      | Costa Rica                         | CRC    | 14       | Andrea Vargas                | Leichtathletik  | Noelia Vargas            | Leichtathletik             |
| 66      | Costa Rica                         | CRC    | 14       | Ian Sancho Chinchila         | Judo            | Noelia Vargas            | Leichtathletik             |
| 67      | Kosovo                             | KOS    | 11       | Majlinda Kelmendi            | Judo            | Egzon Shala              | Ringen                     |
| 67      | Kosovo                             | KOS    | 11       | Akil Gjakova                 | Judo            | Egzon Shala              | Ringen                     |
| 68      | Komoren                            | COM    | 3        | Amed Elna                    | Leichtathletik  | Fadane Hamadi            | Leichtathletik             |
| 68      | Komoren                            | COM    | 3        | Fadane Hamadi                | Leichtathletik  | Fadane Hamadi            | Leichtathletik             |
| 69      | Kolumbien                          | COL    | 70       | Caterine Ibargüen            | Leichtathletik  | Ingrit Valencia          | Boxen                      |
| 69      | Kolumbien                          | COL    | 70       | Yuberjen Martínez            | Boxen           | Ingrit Valencia          | Boxen                      |
| 70      | Republik Kongo                     | CGO    | 3        | Natacha Ngoye Akamabi        | Leichtathletik  | Gilles Anthony Afoumba   | Leichtathletik             |
| 71      | Demokratische Republik Kongo       | COD    | 7        | Marcelat Sakobi              | Boxen           | Volunteer                | Volunteer                  |
| 71      | Demokratische Republik Kongo       | COD    | 7        | David Tshama                 | Boxen           | Volunteer                | Volunteer                  |
| 72      | Saudi-Arabien                      | KSA    | 33       | Yasmeen al-Dabbagh           | Leichtathletik  | Volunteer                | Volunteer                  |
| 72      | Saudi-Arabien                      | KSA    | 33       | Husein Alireza               | Rudern          | Volunteer                | Volunteer                  |
| 73      | Samoa                              | SAM    | 8        | Alex Rose                    | Leichtathletik  | Anne Cairns              | Kanu                       |
| 74      | São Tomé und Príncipe              | STP    | 3        | D’Jamila Tavares             | Leichtathletik  | Volunteer                | Volunteer                  |
| 74      | São Tomé und Príncipe              | STP    | 3        | Buly da Conceição Triste     | Kanu            | Volunteer                | Volunteer                  |
| 75      | Sambia                             | ZAM    | 30       | Tilka Paljk                  | Schwimmen       | Sydney Siame             | Leichtathletik             |
| 75      | Sambia                             | ZAM    | 30       | Everisto Mulenga             | Boxen           | Sydney Siame             | Leichtathletik             |
| 76      | San Marino                         | SMR    | 5        | Arianna Valloni              | Schwimmen       | Myles Amine              | Ringen                     |
| 76      | San Marino                         | SMR    | 5        | Myles Amine                  | Ringen          | Myles Amine              | Ringen                     |
| 77      | ROC                                | ROC    | 333      | Sofja Welikaja               | Fechten         | Abdulraschid Sadulajew   | Ringen                     |
| 77      | ROC                                | ROC    | 333      | Maxim Michailow              | Volleyball      | Abdulraschid Sadulajew   | Ringen                     |
| 78      | Sierra Leone                       | SLE    | 4        | Maggie Barrie                | Leichtathletik  | Volunteer                | Volunteer                  |
| 78      | Sierra Leone                       | SLE    | 4        | Frederick Harris             | Judo            | Volunteer                | Volunteer                  |
| 79      | Dschibuti                          | DJI    | 4        | Aden-Alexandre Houssein      | Judo            | Zourah Ali               | Leichtathletik             |
| 80      | Jamaika                            | JAM    | 48       | Shelly-Ann Fraser-Pryce      | Leichtathletik  | Stephenie Ann McPherson  | Leichtathletik             |
| 80      | Jamaika                            | JAM    | 48       | Ricardo Brown                | Boxen           | Stephenie Ann McPherson  | Leichtathletik             |
| 81      | Georgien                           | GEO    | 35       | Nino Salukwadse              | Schießen        | Gogita Arkania           | Karate                     |
| 81      | Georgien                           | GEO    | 35       | Lascha Talachadse            | Gewichtheben    | Gogita Arkania           | Karate                     |
| 82      | Syrien                             | SYR    | 6        | Hend Zaza                    | Tischtennis     | Volunteer                | Volunteer                  |
| 82      | Syrien                             | SYR    | 6        | Ahmad Hamcho                 | Reiten          | Volunteer                | Volunteer                  |
| 83      | Singapur                           | SGP    | 23       | Yu Mengyu                    | Tischtennis     | Jonathan Chan            | Wasserball                 |
| 83      | Singapur                           | SGP    | 23       | Loh Kean Yew                 | Badminton       | Jonathan Chan            | Wasserball                 |
| 84      | Simbabwe                           | ZIM    | 5        | Donata Katai                 | Schwimmen       | Scott Vincent            | Golf                       |
| 84      | Simbabwe                           | ZIM    | 5        | Peter Purcell-Gilpin         | Rudern          | Scott Vincent            | Golf                       |
| 85      | Schweiz                            | SUI    | 107      | Mujinga Kambundji            | Leichtathletik  | Elena Quirici            | Karate                     |
| 85      | Schweiz                            | SUI    | 107      | Max Heinzer                  | Fechten         | Elena Quirici            | Karate                     |
| 86      | Schweden                           | SWE    | 134      | Sara Algotsson-Ostholt       | Reiten          | Peder Fredricson         | Reiten                     |
| 86      | Schweden                           | SWE    | 134      | Max Salminen                 | Segeln          | Peder Fredricson         | Reiten                     |
| 87      | Sudan                              | SUD    | 5        | Esraa Khogali                | Rudern          | Volunteer                | Volunteer                  |
| 87      | Sudan                              | SUD    | 5        | Abobakr Abass                | Schwimmen       | Volunteer                | Volunteer                  |
| 88      | Spanien                            | ESP    | 321      | Mireia Belmonte              | Schwimmen       | Sandra Sánchez           | Karate                     |
| 88      | Spanien                            | ESP    | 321      | Saúl Craviotto               | Kanu            | Sandra Sánchez           | Karate                     |
| 89      | Suriname                           | SUR    | 3        | Renzo Tjon-A-Joe             | Schwimmen       | Volunteer                | Volunteer                  |
| 90      | Sri Lanka                          | SRI    | 9        | Milka Gehani                 | Turnen          | Yupun Abeykoon           | Leichtathletik             |
| 90      | Sri Lanka                          | SRI    | 9        | Chamara Repiyallage          | Judo            | Yupun Abeykoon           | Leichtathletik             |
| 91      | Slowakei                           | SVK    | 41       | Zuzana Štefečeková           | Schießen        | Danka Barteková          | Schießen                   |
| 91      | Slowakei                           | SVK    | 41       | Matej Beňuš                  | Kanu            | Danka Barteková          | Schießen                   |
| 92      | Slowenien                          | SLO    | 53       | Eva Terčelj                  | Kanu            | Janja Garnbret           | Sportklettern              |
| 92      | Slowenien                          | SLO    | 53       | Bojan Tokič                  | Tischtennis     | Janja Garnbret           | Sportklettern              |
| 93      | Seychellen                         | SEY    | 5        | Felicity Passon              | Schwimmen       | Rodney Govinden          | Segeln                     |
| 93      | Seychellen                         | SEY    | 5        | Rodney Govinden              | Segeln          | Rodney Govinden          | Segeln                     |
| 94      | Äquatorialguinea                   | GEQ    | 3        | Alba Mbo Nchama              | Leichtathletik  | Volunteer                | Volunteer                  |
| 94      | Äquatorialguinea                   | GEQ    | 3        | Benjamín Enzema              | Leichtathletik  | Volunteer                | Volunteer                  |
| 95      | Senegal                            | SEN    | 9        | Jeanne Boutbien              | Schwimmen       | Adama Diatta             | Leichtathletik             |
| 95      | Senegal                            | SEN    | 9        | Mbagnick Ndiaye              | Judo            | Adama Diatta             | Leichtathletik             |
| 96      | Serbien                            | SRB    | 87       | Sonja Vasić                  | Basketball      | Jovana Preković          | Karate                     |
| 96      | Serbien                            | SRB    | 87       | Filip Filipović              | Wasserball      | Jovana Preković          | Karate                     |
| 97      | St. Kitts und Nevis                | SKN    | 2        | Amya Clarke                  | Leichtathletik  | Volunteer                | Volunteer                  |
| 97      | St. Kitts und Nevis                | SKN    | 2        | Jason Rogers                 | Leichtathletik  | Volunteer                | Volunteer                  |
| 98      | St. Vincent und die Grenadinen     | VIN    | 3        | Shafiqua Maloney             | Leichtathletik  | Volunteer                | Volunteer                  |
| 99      | St. Lucia                          | LCA    | 5        | Levern Spencer               | Leichtathletik  | Levern Spencer           | Leichtathletik             |
| 99      | St. Lucia                          | LCA    | 5        | Jean-Luc Zephir              | Schwimmen       | Levern Spencer           | Leichtathletik             |
| 100     | Somalia                            | SOM    | 2        | Ramla Ali                    | Boxen           | Volunteer                | Volunteer                  |
| 100     | Somalia                            | SOM    | 2        | Ali Idow Hassan              | Leichtathletik  | Volunteer                | Volunteer                  |
| 101     | Salomonen                          | SOL    | 3        | Sharon Firisua               | Leichtathletik  | Mary Kini Lifu           | Gewichtheben               |
| 101     | Salomonen                          | SOL    | 3        | Edgar Richardson Iro         | Schwimmen       | Mary Kini Lifu           | Gewichtheben               |
| 102     | Thailand                           | THA    | 41       | Naphaswan Yangpaiboon        | Schießen        | Sudaporn Seesondee       | Boxen                      |
| 102     | Thailand                           | THA    | 41       | Savate Sresthaporn           | Schießen        | Sudaporn Seesondee       | Boxen                      |
| 103     | Südkorea                           | KOR    | 237      | Kim Yeon-koung               | Volleyball      | Jun Wong-tae             | Moderner Fünfkampf         |
| 103     | Südkorea                           | KOR    | 237      | Hwang Sun-woo                | Schwimmen       | Jun Wong-tae             | Moderner Fünfkampf         |
| 104     | Chinesisch Taipeh                  | TPE    | 68       | Kuo Hsing-chun               | Gewichtheben    | Chen Chieh               | Leichtathletik             |
| 104     | Chinesisch Taipeh                  | TPE    | 68       | Lu Yen-hsun                  | Tennis          | Chen Chieh               | Leichtathletik             |
| 105     | Tadschikistan                      | TJK    | 10       | Temur Rahimow                | Judo            | Volunteer                | Volunteer                  |
| 106     | Tansania                           | TAN    | 3        | Volunteer                    | Volunteer       | Alphonce Simbu           | Leichtathletik             |
| 107     | Tschechien                         | CZE    | 115      | Petra Kvitová                | Tennis          | Jakub Vadlejch           | Leichtathletik             |
| 107     | Tschechien                         | CZE    | 115      | Tomáš Satoranský             | Basketball      | Jakub Vadlejch           | Leichtathletik             |
| 108     | Tschad                             | CHA    | 3        | Demos Memneloum              | Judo            | Volunteer                | Volunteer                  |
| 108     | Tschad                             | CHA    | 3        | Bachir Mahamat               | Leichtathletik  | Volunteer                | Volunteer                  |
| 109     | Zentralafrikanische Republik       | CAF    | 2        | Chloé Sauvourel              | Schwimmen       | Volunteer                | Volunteer                  |
| 109     | Zentralafrikanische Republik       | CAF    | 2        | Francky-Edgard Mbotto        | Leichtathletik  | Volunteer                | Volunteer                  |
| 110     | China                              | CHN    | 406      | Zhu Ting                     | Volleyball      | Su Bingtian              | Leichtathletik             |
| 110     | China                              | CHN    | 406      | Zhao Shuai                   | Taekwondo       | Su Bingtian              | Leichtathletik             |
| 111     | Tunesien                           | TUN    | 63       | Inès Boubakri                | Fechten         | Ghailene Khattali        | Kanu                       |
| 111     | Tunesien                           | TUN    | 63       | Mehdi Ben Cheikh             | Volleyball      | Ghailene Khattali        | Kanu                       |
| 112     | Chile                              | CHI    | 58       | Francisca Crovetto           | Schießen        | María Mailliard          | Kanu                       |
| 112     | Chile                              | CHI    | 58       | Marco Grimalt                | Beachvolleyball | María Mailliard          | Kanu                       |
| 113     | Tuvalu                             | TUV    | 2        | Matie Stanley                | Leichtathletik  | Karalo Maibuca           | Leichtathletik             |
| 113     | Tuvalu                             | TUV    | 2        | Karalo Maibuca               | Leichtathletik  | Karalo Maibuca           | Leichtathletik             |
| 114     | Dänemark                           | DEN    | 107      | Sara Slott Petersen          | Leichtathletik  | Emma Jørgensen           | Kanu                       |
| 114     | Dänemark                           | DEN    | 107      | Jonas Warrer                 | Segeln          | Emma Jørgensen           | Kanu                       |
| 115     | Deutschland                        | GER    | 425      | Laura Ludwig                 | Beachvolleyball | Ronald Rauhe             | Kanu                       |
| 115     | Deutschland                        | GER    | 425      | Patrick Hausding             | Wasserspringen  | Ronald Rauhe             | Kanu                       |
| 116     | Togo                               | TGO    | 4        | Claire Ayivon                | Rudern          | Claire Ayivon            | Rudern                     |
| 116     | Togo                               | TGO    | 4        | Dodji Fanny                  | Tischtennis     | Claire Ayivon            | Rudern                     |
| 117     | Dominica                           | DMA    | 2        | Thea LaFond                  | Leichtathletik  | Thea LaFond              | Leichtathletik             |
| 117     | Dominica                           | DMA    | 2        | Dennick Luke                 | Leichtathletik  | Thea LaFond              | Leichtathletik             |
| 118     | Dominikanische Republik            | DOM    | 64       | Prisilla Rivera              | Volleyball      | Prisilla Rivera          | Volleyball                 |
| 118     | Dominikanische Republik            | DOM    | 64       | Rodrigo Marte                | Boxen           | Prisilla Rivera          | Volleyball                 |
| 119     | Trinidad und Tobago                | TTO    | 23       | Kelly-Ann Baptiste           | Leichtathletik  | Andwuelle Wright         | Leichtathletik             |
| 120     | Turkmenistan                       | TKM    | 9        | Gülbadam Babamyratowa        | Judo            | Volunteer                | Volunteer                  |
| 120     | Turkmenistan                       | TKM    | 9        | Merdan Atayev                | Schwimmen       | Volunteer                | Volunteer                  |
| 121     | Türkei                             | TUR    | 108      | Merve Tuncel                 | Schwimmen       | Busenaz Sürmeneli        | Boxen                      |
| 121     | Türkei                             | TUR    | 108      | Berke Saka                   | Schwimmen       | Busenaz Sürmeneli        | Boxen                      |
| 122     | Tonga                              | TON    | 6        | Malia Paseka                 | Taekwondo       | Volunteer                | Volunteer                  |
| 122     | Tonga                              | TON    | 6        | Pita Taufatofua              | Taekwondo       | Volunteer                | Volunteer                  |
| 123     | Nigeria                            | NGR    | 55       | Odunayo Adekuoroye           | Ringen          | Odunayo Adekuoroye       | Ringen                     |
| 123     | Nigeria                            | NGR    | 55       | Quadri Aruna                 | Tischtennis     | Odunayo Adekuoroye       | Ringen                     |
| 124     | Nauru                              | NRU    | 2        | Nancy Genzel Abouke          | Gewichtheben    | Nancy Genzel Abouke      | Gewichtheben               |
| 124     | Nauru                              | NRU    | 2        | Jonah Harris                 | Leichtathletik  | Nancy Genzel Abouke      | Gewichtheben               |
| 125     | Namibia                            | NAM    | 11       | Maike Diekmann               | Rudern          | Beatrice Masilingi       | Leichtathletik             |
| 125     | Namibia                            | NAM    | 11       | Jonas Junias                 | Boxen           | Beatrice Masilingi       | Leichtathletik             |
| 126     | Nicaragua                          | NCA    | 8        | Sema Ludrick                 | Gewichtheben    | Volunteer                | Volunteer                  |
| 126     | Nicaragua                          | NCA    | 8        | Edwin Barberena              | Schießen        | Volunteer                | Volunteer                  |
| 127     | Niger                              | NIG    | 7        | Roukaya Moussa Mahamane      | Schwimmen       | Volunteer                | Volunteer                  |
| 127     | Niger                              | NIG    | 7        | Abdoulrazak Issoufou Alfaga  | Taekwondo       | Volunteer                | Volunteer                  |
| 128     | Neuseeland                         | NZL    | 213      | Sarah Hirini                 | Rugby           | Valerie Adams            | Leichtathletik             |
| 128     | Neuseeland                         | NZL    | 213      | David Nyika                  | Boxen           | Valerie Adams            | Leichtathletik             |
| 129     | Nepal                              | NEP    | 5        | Gaurika Singh                | Schwimmen       | Volunteer                | Volunteer                  |
| 129     | Nepal                              | NEP    | 5        | Alexander Shah               | Schwimmen       | Volunteer                | Volunteer                  |
| 130     | Norwegen                           | NOR    | 85       | Anne Tuxen                   | Wasserspringen  | Katrine Lunde Haraldsen  | Handball                   |
| 130     | Norwegen                           | NOR    | 85       | Tomoe Zenimoto Hvas          | Schwimmen       | Katrine Lunde Haraldsen  | Handball                   |
| 131     | Bahrain                            | BRN    | 32       | Noor Yusuf Abdulla           | Schwimmen       | Husain Mahfoodh          | Handball                   |
| 131     | Bahrain                            | BRN    | 32       | Husain al-Sayyad             | Handball        | Husain Mahfoodh          | Handball                   |
| 132     | Haiti                              | HAI    | 6        | Sabiana Anestor              | Judo            | Mulern Jean              | Leichtathletik             |
| 132     | Haiti                              | HAI    | 6        | Darrell Valsaint             | Boxen           | Mulern Jean              | Leichtathletik             |
| 133     | Pakistan                           | PAK    | 10       | Mahoor Shahzad               | Badminton       | Arshad Nadeem            | Leichtathletik             |
| 133     | Pakistan                           | PAK    | 10       | Muhammad Khalil Akhtar       | Schießen        | Arshad Nadeem            | Leichtathletik             |
| 134     | Panama                             | PAN    | 10       | Atheyna Bylon                | Boxen           | Jorge Castelblanco       | Leichtathletik             |
| 134     | Panama                             | PAN    | 10       | Alonso Edward                | Leichtathletik  | Jorge Castelblanco       | Leichtathletik             |
| 135     | Vanuatu                            | VAN    | 3        | Riilio Rii                   | Rudern          | Riilio Rii               | Rudern                     |
| 136     | Bahamas                            | BAH    | 16       | Joanna Evans                 | Schwimmen       | Megan Moss               | Leichtathletik             |
| 136     | Bahamas                            | BAH    | 16       | Donald Thomas                | Leichtathletik  | Megan Moss               | Leichtathletik             |
| 137     | Papua-Neuguinea                    | PNG    | 8        | Loa Dika Toua                | Gewichtheben    | Volunteer                | Volunteer                  |
| 137     | Papua-Neuguinea                    | PNG    | 8        | Morea Baru                   | Gewichtheben    | Volunteer                | Volunteer                  |
| 138     | Bermuda                            | BER    | 2        | Dara Alizadeh                | Rudern          | Volunteer                | Volunteer                  |
| 139     | Palau                              | PLW    | 3        | Osisang Chilton              | Schwimmen       | Volunteer                | Volunteer                  |
| 139     | Palau                              | PLW    | 3        | Adrian Ililau                | Leichtathletik  | Volunteer                | Volunteer                  |
| 140     | Paraguay                           | PAR    | 8        | Verónica Cepede Royg         | Tennis          | Derlis Ayala             | Leichtathletik             |
| 140     | Paraguay                           | PAR    | 8        | Fabrizio Zanotti             | Golf            | Derlis Ayala             | Leichtathletik             |
| 141     | Barbados                           | BAR    | 8        | Danielle Titus               | Schwimmen       | Tia-Adana Belle          | Leichtathletik             |
| 141     | Barbados                           | BAR    | 8        | Alex Sobers                  | Schwimmen       | Tia-Adana Belle          | Leichtathletik             |
| 142     | Palästina                          | PLE    | 5        | Dania Nour                   | Schwimmen       | Volunteer                | Volunteer                  |
| 142     | Palästina                          | PLE    | 5        | Mohammed Hamada              | Gewichtheben    | Volunteer                | Volunteer                  |
| 143     | Ungarn                             | HUN    | 166      | Aida Mohamed                 | Fechten         | Bálint Kopasz            | Kanu                       |
| 143     | Ungarn                             | HUN    | 166      | László Cseh                  | Schwimmen       | Bálint Kopasz            | Kanu                       |
| 144     | Bangladesch                        | BAN    | 6        | Md Ariful Islam              | Schwimmen       | Volunteer                | Volunteer                  |
| 145     | Osttimor                           | TLS    | 3        | Imelda Felicita Ximenes Belo | Schwimmen       | Volunteer                | Volunteer                  |
| 145     | Osttimor                           | TLS    | 3        | Felisberto de Deus           | Leichtathletik  | Volunteer                | Volunteer                  |
| 146     | Fidschi                            | FIJ    | 30       | Rusila Nagasau               | Rugby           | Rusila Nagasau           | Rugby                      |
| 146     | Fidschi                            | FIJ    | 30       | Taichi Vakasama              | Schwimmen       | Rusila Nagasau           | Rugby                      |
| 147     | Philippinen                        | PHI    | 19       | Kiyomi Watanabe              | Judo            | Nesthy Petecio           | Boxen                      |
| 147     | Philippinen                        | PHI    | 19       | Eumir Marcial                | Boxen           | Nesthy Petecio           | Boxen                      |
| 148     | Finnland                           | FIN    | 45       | Satu Mäkelä-Nummela          | Schießen        | Mira Potkonen            | Boxen                      |
| 148     | Finnland                           | FIN    | 45       | Ari-Pekka Liukkonen          | Schwimmen       | Mira Potkonen            | Boxen                      |
| 149     | Bhutan                             | BHU    | 4        | Karma                        | Bogenschießen   | Sangay Tenzin            | Schwimmen                  |
| 149     | Bhutan                             | BHU    | 4        | Sangay Tenzin                | Schwimmen       | Sangay Tenzin            | Schwimmen                  |
| 150     | Puerto Rico                        | PUR    | 37       | Adriana Díaz                 | Tischtennis     | Rafael Quintero          | Wasserspringen             |
| 150     | Puerto Rico                        | PUR    | 37       | Brian Afanador               | Tischtennis     | Rafael Quintero          | Wasserspringen             |
| 151     | Brasilien                          | BRA    | 302      | Ketleyn Quadros              | Judo            | Rebeca Andrade           | Turnen                     |
| 151     | Brasilien                          | BRA    | 302      | Bruno Rezende                | Volleyball      | Rebeca Andrade           | Turnen                     |
| 152     | Bulgarien                          | BUL    | 42       | Marija Grosdewa              | Schießen        | Simona Djankowa          | Rhythmische Sportgymnastik |
| 152     | Bulgarien                          | BUL    | 42       | Jossif Miladinow             | Schwimmen       | Simona Djankowa          | Rhythmische Sportgymnastik |
| 153     | Burkina Faso                       | BUR    | 7        | Angelika Ouedraogo           | Schwimmen       | Volunteer                | Volunteer                  |
| 153     | Burkina Faso                       | BUR    | 7        | Hugues Fabrice Zango         | Leichtathletik  | Volunteer                | Volunteer                  |
| 154     | Brunei                             | BRU    | 2        | Muhammad Isa Ahmad           | Schwimmen       | Volunteer                | Volunteer                  |
| 155     | Burundi                            | BDI    | 6        | Ornella Havyarimana          | Boxen           | Volunteer                | Volunteer                  |
| 155     | Burundi                            | BDI    | 6        | Belly-Cresus Ganira          | Schwimmen       | Volunteer                | Volunteer                  |
| 156     | Amerikanisch-Samoa                 | ASA    | 6        | Tilali Scanlan               | Schwimmen       | Nathan Crumpton          | Leichtathletik             |
| 156     | Amerikanisch-Samoa                 | ASA    | 6        | Tanumafili Jungblut          | Gewichtheben    | Nathan Crumpton          | Leichtathletik             |
| 157     | Amerikanische Jungferninseln       | ISV    | 4        | Natalia Kuipers              | Schwimmen       | Eddie Lovett             | Leichtathletik             |
| 157     | Amerikanische Jungferninseln       | ISV    | 4        | Adriel Sanes                 | Schwimmen       | Eddie Lovett             | Leichtathletik             |
| 158     | Vietnam                            | VIE    | 18       | Quách Thị Lan                | Leichtathletik  | Volunteer                | Volunteer                  |
| 158     | Vietnam                            | VIE    | 18       | Nguyễn Huy Hoàng             | Schwimmen       | Volunteer                | Volunteer                  |
| 159     | Benin                              | BEN    | 7        | Nafissath Radji              | Schwimmen       | Volunteer                | Volunteer                  |
| 159     | Benin                              | BEN    | 7        | Privel Hinkati               | Rudern          | Volunteer                | Volunteer                  |
| 160     | Venezuela                          | VEN    | 44       | Karen León                   | Judo            | Antonio Díaz             | Karate                     |
| 160     | Venezuela                          | VEN    | 44       | Antonio Díaz                 | Karate          | Antonio Díaz             | Karate                     |
| 161     | Belarus                            | BLR    | 101      | Hanna Marussawa              | Bogenschießen   | Ilja Palaskou            | Moderner Fünfkampf         |
| 161     | Belarus                            | BLR    | 101      | Mikita Tsmyh                 | Schwimmen       | Ilja Palaskou            | Moderner Fünfkampf         |
| 162     | Belize                             | BIZ    | 3        | Samantha Dirks               | Leichtathletik  | Amado Cruz               | Kanu                       |
| 162     | Belize                             | BIZ    | 3        | Shaun Gill                   | Leichtathletik  | Amado Cruz               | Kanu                       |
| 163     | Peru                               | PER    | 35       | Daniella Rosas               | Surfen          | Alexandra Grande         | Karate                     |
| 163     | Peru                               | PER    | 35       | Lucca Mesinas                | Surfen          | Alexandra Grande         | Karate                     |
| 164     | Belgien                            | BEL    | 121      | Nafissatou Thiam             | Leichtathletik  | Grégory Wathelet         | Reiten                     |
| 164     | Belgien                            | BEL    | 121      | Félix Denayer                | Hockey          | Grégory Wathelet         | Reiten                     |
| 165     | Polen                              | POL    | 210      | Maja Włoszczowska            | Radsport        | Karolina Naja            | Kanu                       |
| 165     | Polen                              | POL    | 210      | Paweł Korzeniowski           | Schwimmen       | Karolina Naja            | Kanu                       |
| 166     | Bosnien und Herzegowina            | BIH    | 7        | Larisa Cerić                 | Judo            | Amel Tuka                | Leichtathletik             |
| 166     | Bosnien und Herzegowina            | BIH    | 7        | Amel Tuka                    | Leichtathletik  | Amel Tuka                | Leichtathletik             |
| 167     | Botswana                           | BOT    | 13       | Amantle Montsho              | Leichtathletik  | Anthony Pasela           | Leichtathletik             |
| 167     | Botswana                           | BOT    | 13       | Rajab Otukile Mahommed       | Boxen           | Anthony Pasela           | Leichtathletik             |
| 168     | Bolivien                           | BOL    | 5        | Karen Torrez                 | Schwimmen       | Ángela Castro            | Leichtathletik             |
| 168     | Bolivien                           | BOL    | 5        | Gabriel Castillo             | Schwimmen       | Ángela Castro            | Leichtathletik             |
| 169     | Portugal                           | POR    | 92       | Telma Monteiro               | Judo            | Pedro Pichardo           | Leichtathletik             |
| 169     | Portugal                           | POR    | 92       | Nelson Évora                 | Leichtathletik  | Pedro Pichardo           | Leichtathletik             |
| 170     | Hongkong                           | HKG    | 42       | Tse Ying Suet                | Badminton       | Grace Lau                | Karate                     |
| 170     | Hongkong                           | HKG    | 42       | Cheung Ka Long               | Fechten         | Grace Lau                | Karate                     |
| 171     | Honduras                           | HON    | 27       | Keyla Avila                  | Taekwondo       | Iván Zarco               | Leichtathletik             |
| 171     | Honduras                           | HON    | 27       | Julio Horrego                | Schwimmen       | Iván Zarco               | Leichtathletik             |
| 172     | Marshallinseln                     | MHL    | 2        | Colleen Furgeson             | Schwimmen       | Volunteer                | Volunteer                  |
| 172     | Marshallinseln                     | MHL    | 2        | Phillip Kinono               | Schwimmen       | Volunteer                | Volunteer                  |
| 173     | Madagaskar                         | MAD    | 6        | Damiella Nomenjanahary       | Judo            | Volunteer                | Volunteer                  |
| 173     | Madagaskar                         | MAD    | 6        | Éric Andriantsitohaina       | Gewichtheben    | Volunteer                | Volunteer                  |
| 174     | Malawi                             | MAW    | 5        | Jessica Makwenda             | Schwimmen       | Volunteer                | Volunteer                  |
| 174     | Malawi                             | MAW    | 5        | Areneo David                 | Bogenschießen   | Volunteer                | Volunteer                  |
| 175     | Mali                               | MLI    | 4        | Seydou Fofana                | Taekwondo       | Volunteer                | Volunteer                  |
| 176     | Malta                              | MLT    | 6        | Eleanor Bezzina              | Schießen        | Volunteer                | Volunteer                  |
| 176     | Malta                              | MLT    | 6        | Andrew Chetcuti              | Schwimmen       | Volunteer                | Volunteer                  |
| 177     | Malaysia                           | MAS    | 30       | Goh Liu Ying                 | Badminton       | Pandelela Rinong Pamg    | Wasserspringen             |
| 177     | Malaysia                           | MAS    | 30       | Lee Zii Jia                  | Badminton       | Pandelela Rinong Pamg    | Wasserspringen             |
| 178     | Föderierte Staaten von Mikronesien | FSM    | 3        | Taeyanna Adams               | Schwimmen       | Volunteer                | Volunteer                  |
| 178     | Föderierte Staaten von Mikronesien | FSM    | 3        | Scott Fiti                   | Leichtathletik  | Volunteer                | Volunteer                  |
| 179     | Südafrika                          | RSA    | 177      | Phumelela Mbande             | Hockey          | Anaso Jobodwana          | Leichtathletik             |
| 179     | Südafrika                          | RSA    | 177      | Chad le Clos                 | Schwimmen       | Anaso Jobodwana          | Leichtathletik             |
| 180     | Südsudan                           | SSD    | 2        | Lucia Moris                  | Leichtathletik  | Abraham Guem             | Leichtathletik             |
| 180     | Südsudan                           | SSD    | 2        | Abraham Guem                 | Leichtathletik  | Abraham Guem             | Leichtathletik             |
| 181     | Myanmar                            | MYA    | 2        | Volunteer                    | Volunteer       | Volunteer                | Volunteer                  |
| 182     | Mexiko                             | MEX    | 164      | Gabriela López               | Golf            | Mayan Oliver             | Moderner Fünfkampf         |
| 182     | Mexiko                             | MEX    | 164      | Rommel Pacheco               | Wasserspringen  | Mayan Oliver             | Moderner Fünfkampf         |
| 183     | Mauritius                          | MRI    | 8        | Roilya Ranaivosoa            | Gewichtheben    | Volunteer                | Volunteer                  |
| 183     | Mauritius                          | MRI    | 8        | Richarno Colin               | Boxen           | Volunteer                | Volunteer                  |
| 184     | Mauretanien                        | MTN    | 2        | Houlèye Ba                   | Leichtathletik  | Volunteer                | Volunteer                  |
| 184     | Mauretanien                        | MTN    | 2        | Abidine Abidine              | Leichtathletik  | Volunteer                | Volunteer                  |
| 185     | Mosambik                           | MOZ    | 10       | Rady Gramane                 | Boxen           | Volunteer                | Volunteer                  |
| 185     | Mosambik                           | MOZ    | 10       | Kevin Loforte                | Judo            | Volunteer                | Volunteer                  |
| 186     | Monaco                             | MON    | 6        | Xiaoxin Yang                 | Tischtennis     | Volunteer                | Volunteer                  |
| 186     | Monaco                             | MON    | 6        | Quentin Antognelli           | Rudern          | Volunteer                | Volunteer                  |
| 187     | Malediven                          | MDV    | 4        | Fathimath Abdul Razzaq       | Badminton       | Volunteer                | Volunteer                  |
| 187     | Malediven                          | MDV    | 4        | Mubal Azzam Ibrahim          | Schwimmen       | Volunteer                | Volunteer                  |
| 188     | Moldau                             | MDA    | 20       | Alexandra Mîrca              | Bogenschießen   | Andrian Mardare          | Leichtathletik             |
| 188     | Moldau                             | MDA    | 20       | Dan Olaru                    | Bogenschießen   | Andrian Mardare          | Leichtathletik             |
| 189     | Marokko                            | MAR    | 48       | Oumaïma Belahbib             | Boxen           | Btissam Sadini           | Karate                     |
| 189     | Marokko                            | MAR    | 48       | Ramzi Boukhiam               | Surfen          | Btissam Sadini           | Karate                     |
| 190     | Mongolei                           | MGL    | 43       | Onolbaataryn Khulan          | 3×3-Basketball  | Mönchtöriin Lchagwagerel | Ringen                     |
| 190     | Mongolei                           | MGL    | 43       | Öldsiibajaryn Düürenbajar    | Judo            | Mönchtöriin Lchagwagerel | Ringen                     |
| 191     | Montenegro                         | MNE    | 33       | Jovanka Radičević            | Handball        | Dušan Matković           | Wasserball                 |
| 191     | Montenegro                         | MNE    | 33       | Draško Brguljan              | Wasserball      | Dušan Matković           | Wasserball                 |
| 192     | Jordanien                          | JOR    | 14       | Julyana Al-Sadeq             | Taekwondo       | Abdelrahman al-Masatfa   | Karate                     |
| 192     | Jordanien                          | JOR    | 14       | Zeyad Eashash                | Boxen           | Abdelrahman al-Masatfa   | Karate                     |
| 193     | Laos                               | LAO    | 4        | Silina Pha Aphay             | Leichtathletik  | Siri Arun Budcharern     | Schwimmen                  |
| 193     | Laos                               | LAO    | 4        | Santisouk Inthavong          | Schwimmen       | Siri Arun Budcharern     | Schwimmen                  |
| 194     | Lettland                           | LAT    | 33       | Agnis Čavars                 | Basketball      | Pāvels Švecovs           | Moderner Fünfkampf         |
| 194     | Lettland                           | LAT    | 33       | Jeļena Ostapenko             | Tennis          | Pāvels Švecovs           | Moderner Fünfkampf         |
| 195     | Litauen                            | LTU    | 41       | Sandra Jablonskytė           | Judo            | Justinas Kinderis        | Moderner Fünfkampf         |
| 195     | Litauen                            | LTU    | 41       | Giedrius Titenis             | Schwimmen       | Justinas Kinderis        | Moderner Fünfkampf         |
| 196     | Libyen                             | LBA    | 4        | Alhussein Ghambour           | Rudern          | Ali Omar                 | Judo                       |
| 197     | Liechtenstein                      | LIE    | 5        | Julia Hassler                | Schwimmen       | Lara Mechnig             | Synchronschwimmen          |
| 197     | Liechtenstein                      | LIE    | 5        | Raphael Schwendinger         | Judo            | Lara Mechnig             | Synchronschwimmen          |
| 198     | Liberia                            | LBR    | 3        | Ebony Morrison               | Leichtathletik  | Volunteer                | Volunteer                  |
| 198     | Liberia                            | LBR    | 3        | Joseph Fahnbulleh            | Leichtathletik  | Volunteer                | Volunteer                  |
| 199     | Rumänien                           | ROU    | 101      | Simona Geanina Radiș         | Rudern          | Catalin Chirila          | Kanu                       |
| 199     | Rumänien                           | ROU    | 101      | Robert Glință                | Schwimmen       | Catalin Chirila          | Kanu                       |
| 200     | Luxemburg                          | LUX    | 12       | Christine Majerus            | Radsport        | Bob Bertemes             | Leichtathletik             |
| 200     | Luxemburg                          | LUX    | 12       | Raphaël Stacchiotti          | Schwimmen       | Bob Bertemes             | Leichtathletik             |
| 201     | Ruanda                             | RWA    | 6        | Alphonsine Agahozo           | Schwimmen       | John Hakizimana          | Leichtathletik             |
| 201     | Ruanda                             | RWA    | 6        | John Hakizimana              | Leichtathletik  | John Hakizimana          | Leichtathletik             |
| 202     | Lesotho                            | LES    | 2        | Volunteer                    | Volunteer       | Neheng Khatala           | Leichtathletik             |
| 203     | Libanon                            | LBN    | 6        | Ray Bassil                   | Schießen        | Volunteer                | Volunteer                  |
| 203     | Libanon                            | LBN    | 6        | Nacif Elias                  | Judo            | Volunteer                | Volunteer                  |
| 204     | Vereinigte Staaten                 | USA    | 613      | Sue Bird                     | Basketball      | Kara Winger              | Leichtathletik             |
| 204     | Vereinigte Staaten                 | USA    | 613      | Eduardo Alvarez              | Baseball        | Kara Winger              | Leichtathletik             |
| 205     | Frankreich                         | FRA    | 385      | Clarisse Agbegnenou          | Judo            | Steven Da Costa          | Karate                     |
| 205     | Frankreich                         | FRA    | 385      | Samir Ait Saïd               | Turnen          | Steven Da Costa          | Karate                     |
| 206     | Japan                              | JPN    | 552      | Yui Susaki                   | Ringen          | Ryo Kiyuna               | Karate                     |
| 206     | Japan                              | JPN    | 552      | Rui Hachimura                | Basketball      | Ryo Kiyuna               | Karate                     |

## Nach Sportarten
| Sportart                   | Eröffnungsfeier | Anzahl | Schlussfeier | Anzahl |
| -------------------------- | --- | ------ | --- | ------ |
| Badminton                  | Singapur Hongkong Malaysia Malaysia | 4      | | 0      |
| Baseball                   | Vereinigte Staaten | 1      | | 0      |
| Basketball                 | Iran Australien Kanada Serbien Tschechien Mongolei Lettland Vereinigte Staaten Japan | 9      | | 0      |
| Beachvolleyball            | Chile Deutschland | 2      | | 0      |
| Bogenschießen              | Malediven Malediven | 2      | | 0      |
| Boxen                      | Irland Irland Algerien Armenien Indien Uganda Usbekistan Ecuador Eswatini Ghana Kasachstan Haiti Dominikanische Republik Panama Mauritius Marokko | 16     | Algerien Armenien El Salvador Ghana Kap Verde Kasachstan Kolumbien Thailand Turkei Philippinen Finnland | 11     |
| Fechten                    | Ukraine Agypten Schweiz Tunesien Ungarn Hongkong Olympia | 7      | | 0      |
| Fußball                    | | 0      | | 0      |
| Gewichtheben               | Samoa Amerikanisch Albanien Indonesien Ecuador Georgien Madagaskar Mauritius Kiribati | 8      | Usbekistan Kiribati Salomonen Nauru | 4      |
| Golf                       | Paraguay Mexiko | 2      | Simbabwe | 1      |
| Handball                   | Angola Bahrain Montenegro | 3      | Bahrain Norwegen | 2      |
| Hockey                     | Indien Belgien | 2      | Argentinien | 1      |
| Judo                       | Aserbaidschan Jemen Kosovo Kosovo Sri Lanka Haiti Philippinen Brasilien Bosnien und Herzegowina Portugal Mongolei Libanon Frankreich Guinea-Bissau Kiribati Libyen | 15     | | 0      |
| Kanu                       | Andorra Spanien | 2      | Ukraine Chile Samoa Tunesien Chile Danemark Ungarn Belize Polen Rumänien | 10     |
| Karate                     | Venezuela | 1      | Refugee Olympic Team Agypten Georgien Schweiz Spanien Serbien Peru Venezuela Hongkong Marokko Jordanien Frankreich Japan | 13     |
| Leichtathletik             | Refugee Olympic Team Afghanistan Albanien Antigua und Barbuda Andorra Jungferninseln Britische Israel Uruguay Eritrea Niederlande Ghana Kap Verde Kasachstan Gambia Gambia Kambodscha Kuba Guatemala Kroatien Elfenbeinküste Costa Rica Kolumbien Kongo Republik Osttimor Samoa Schweiz Danemark Panama Philippinen Burkina Faso Benin Venezuela Belgien Bosnien und Herzegowina Portugal Honduras                                                        | 35     | Afghanistan Niederlandische Antillen Israel Uganda Uruguay Ecuador Estland Eswatini Athiopien Eritrea Niederlande Guyana Kanada Gambia Kuba Grenada Kenia Elfenbeinküste Costa Rica Komoren Kongo Republik Sambia Dschibuti Jamaika Sri Lanka Senegal Saint Lucia Chinesisch Taipeh Tansania Tschechien China Volksrepublik Tuvalu Dominica Trinidad und Tobago Namibia Neuseeland Haiti Pakistan Panama Bahamas Paraguay Barbados Samoa Amerikanisch Jungferninseln Amerikanische Peru Bosnien und Herzegowina Botswana Bolivien Portugal Sudafrika Sudsudan Moldau Republik Luxemburg Ruanda Lesotho Vereinigte Staaten | 56     |
| Moderner Fünfkampf         | | 0      | Irland Guatemala Korea Sud Belarus Mexiko Lettland Litauen | 7      |
| Radsport                   | Italien Polen Luxemburg | 3      | Vereinigtes Konigreich Osterreich | 2      |
| Reiten                     | Estland Schweden | 2      | Schweden Belgien | 2      |
| Rhythmische Sportgymnastik | | 0      | Israel Bulgarien | 2      |
| Ringen                     | Kamerun Kuba San Marino Nigeria Japan | 5      | Aserbaidschan Iran Indien Nordmazedonien Guinea-a Guinea-Bissau Kirgisistan Guam Kosovo San Marino Olympia Niger Mongolei | 13     |
| Rudern                     | Vereinigtes Konigreich Irak Uruguay Estland Katar Togo Neuseeland Vanuatu Bermuda Rumänien | 10     | Togo Vanuatu | 2      |
| Rugby                      | Kanada Kenia Neuseeland Fidschi Fidschi | 5      | Fidschi | 1      |
| Schießen                   | Griechenland Jemen Italien Irak Iran Ukraine Katar Zypern Republik Kroatien Georgien Chile Bulgarien Malta Libanon | 14     | Slowakei | 1      |
| Schwimmen                  | Refugee Olympic Team Island Island Samoa Amerikanisch Jungferninseln Amerikanische Jungferninseln Amerikanische Algerien Aruba Aruba Armenien Antigua und Barbuda Jungferninseln Britische Israel Uganda Eswatini Eritrea El Salvador Australien Oman Kap Verde Guyana Gabun Kambodscha Osttimor San Marino Spanien Seychellen Korea Sud Ungarn Polen Bolivien Bolivien Honduras Malta Rumänien Luxemburg Norwegen Athiopien Vereinigte Arabische Emirate | 39     | Bhutan Laos | 2      |
| Segeln                     | Argentinien Argentinien Vereinigtes Konigreich El Salvador Osterreich Osterreich Zypern Republik Guatemala Seychellen Danemark Schweden | 11     | Australien Seychellen | 2      |
| Skateboard                 | Niederlande | 1      | | 0      |
| Softball                   | | 0      | | 0      |
| Sportklettern              | | 0      | Slowenien | 1      |
| Surfen                     | Indonesien Peru Peru Marokko | 4      | | 0      |
| Synchronschwimmen          | | 0      | Liechtenstein | 1      |
| Taekwondo                  | Aserbaidschan Afghanistan Agypten Gabun Nordmazedonien China Volksrepublik Tonga | 7      | | 0      |
| Tennis                     | Tschechien Paraguay Lettland | 3      | | 0      |
| Tischtennis                | Guyana Singapur Puerto Rico Puerto Rico Monaco | 5      | | 0      |
| Trampolinturnen            | | 0      | | 0      |
| Triathlon                  | | 0      | | 0      |
| Turnen                     | Griechenland Usbekistan Sri Lanka Frankreich | 4      | Brasilien | 1      |
| Volleyball                 | Kenia Korea Sud China Volksrepublik Tunesien Dominikanische Republik Brasilien Olympia | 7      | Griechenland Dominikanische Republik | 2      |
| Wasserball                 | Serbien Montenegro | 2      | Kroatien Singapur Montenegro | 3      |
| Wasserspringen             | Deutschland Mexiko Norwegen | 3      | Puerto Rico Malaysia | 2      |